# Falcone e Borsellino
Das Foto Falcone e Borsellino wurde am 27. März 1992 in Palermo von dem italienischen Fotografen Tony Gentile aufgenommen. Es zeigt die beiden wenige Monate später bei Bombenattentaten ermordeten italienischen Richter Giovanni Falcone und Paolo Borsellino im Gespräch miteinander.

## Beschreibung
Auf dem mit Schwarzweißfilm aufgenommenen Foto sieht man die beiden Richter Giovanni Falcone und Paolo Borsellino dem Fotografen zugewandt an einem Tisch sitzend. Sie tragen jeweils einen dunklen Anzug mit weißem Oberhemd und Krawatte. Beide haben die Köpfe zusammengesteckt und führen lächelnd eine Unterhaltung. Während der rechts sitzende Borsellino beide Arme vor dem Oberkörper verschränkt hat, hält Falcone in seiner leicht erhobenen Linken seine Brille und hält den rechten Arm vor dem Bauch. Vor beiden Richtern liegen Kladden mit Schreibmaterial auf dem Tisch, auf der rechten liegt die Brille Borsellinos. Vor Falcone ist ein Mikrofon installiert.

## Entstehung und Veröffentlichung
Das Foto entstand am 27. März 1992 während einer Podiumsdiskussion im Palazzo Trinacria in Palermos historischem Stadtviertel Kalsa. Dieses Stadtviertel war nicht nur eine Hochburg der örtlichen Mafia, hier hatten auch Falcone und Borsellino ihre Kindheit verbracht. An der von Giuseppe Ayala organisierten Podiumsdiskussion zum Thema „Kriminalität, Politik und Justiz“ nahmen neben Ayala und den beiden Richtern Palermos stellvertretender Bürgermeister Aldo Rizzo und der Journalist Giovanni Pepi teil. Ayala war Richter und Kandidat der Partito Repubblicano Italiano für die bevorstehenden Wahlen zur Abgeordnetenkammer. Er hatte sich mit seinem Einsatz gegen die Mafia bereits einen Namen gemacht.
Der 28-jährige Fotograf Tony Gentile arbeitete als Pressefotograf für die Abendausgabe des Giornale di Sicilia und hatte den Auftrag, die Veranstaltung fotografisch zu dokumentieren. Nachdem er zu Beginn der Podiumsdiskussion mehrere Fotos aufgenommen hatte, begab er sich an eine Seitenwand des Saals, um auf die Gelegenheit für weitere Aufnahmen zu warten. Als er sah, wie Falcone und Borsellino miteinander scherzten, lief er zur Mitte des Tisches, direkt vor die beiden Richter, und fertigte mit seiner Nikon F3 eine Serie von vier Bildern an. Das später bekannt gewordene Bild, Belichtungszeit 1/60 s mit Blitzlicht, war das zweite der Serie und das insgesamt 15. des Films. Gentiles Chefredakteur wies die Serie zunächst zurück, da er für den Artikel ein Foto mit allen Podiumsteilnehmern vorzog, wollte sie aber zu einem späteren Zeitpunkt verwenden.
Wenige Tage nach der Ermordung von Giovanni Falcone am 23. Mai 1992 schickte Gentile, gedrängt von einem Kollegen, die Negative an seine in Rom ansässige Bildagentur Agenzia Sintesi. Das Bild 15 wurde an eine Reihe von Tages- und Wochenzeitungen der ganzen Welt verkauft. Nach dem Anschlag auf Paolo Borsellino am 19. Juli 1992 war das Foto bereits in den Archiven zahlreicher Medien verfügbar und wurde vielfach veröffentlicht. Bis zum Jahresende wurde es zum Symbol für die beiden ermordeten Richter und für den Kampf gegen die sizilianische Mafia.
Gentile gab zwanzig Jahre nach dem Entstehen des Fotos in einem Interview an, dass seine Aufnahme nur wenig mit Kreativität zu tun gehabt habe. Wichtig sei es gewesen, die Akteure zu beobachten, zu erkennen, dass etwas passiert, und den Augenblick zu nutzen. Der technische Aspekt der Wahl von Schwarz-Weiß-Film sei damals in der Pressefotografie üblich gewesen. Bei Aufnahmen am Abend bestand wegen des nahen Redaktionsschlusses gar keine andere Möglichkeit.
2017 klagte Tony Gentile gegen den öffentlich-rechtlichen Fernsehsender Rai, der das Foto mehrmals in Sendungen benutzt hatte, wegen Verletzung der Urheberrechte. Im Dezember 2019 wies ein Gericht in Rom die Klage mit der Begründung zurück, dass es sich um ein einfaches Foto und um kein Kunstwerk handle, weshalb nach Ablauf der 20-jährigen Schutzfrist nach der Erstveröffentlichung das Foto als schöpferisches Gemeingut zu betrachten und gemeinfrei sei. Tony Gentile protestierte gegen diese Entscheidung und überpinselte in einer öffentlichen Protestaktion den auf einem Plakat gedruckten Kontaktabzug seiner Fotos von Falcone und Borsellino mit weißer Farbe. Gegen das Urteil wurde Berufung eingelegt.

## Analyse
Gegenüber anderen Fotos wie Sprung in die Freiheit, The Terror of War oder Freddy Albortas Foto des toten Che Guevara, die durch die unmittelbare Darstellung eines Ereignisses oder seiner Wirkung zum Symbol für zeitgeschichtlich bedeutende Ereignisse geworden sind, fehlt bei Falcone e Borsellino der unmittelbare Bezug zu den Morden an Falcone und Borsellino. Das Bild wirkt durch die Darstellung der entspannten Unschuld und zweier intakter Körper, die in krassem Gegensatz zu den Fernsehbildern großflächiger Zerstörungen nach den verheerenden Attentaten auf die Richter steht. Dieser Kontrast wird noch durch die freundschaftliche Nähe beider Männer verstärkt, die fast einer Umarmung gleichkommt und in den Betrachtern starke Emotionen weckt.
Das Foto Falcone e Borsellino wurde mit einem anderen (gestellten) Foto zweier Italiener verglichen, das die Radsportler Gino Bartali und Fausto Coppi während der Tour de France 1952 zeigt, als Bartoli seinem vermeintlichen Rivalen Coppi beim Anstieg auf den Col du Galibier seine Wasserflasche reicht. Die sportliche Rivalität findet ihre Entsprechung in den unterschiedlichen politischen Überzeugungen der Richter, des Sozialisten Falcone und des Neofaschisten Borsellino. Beide Fotos weisen mehrere Parallelen auf: die Anordnung zweier italienischer Nationalhelden dicht nebeneinander, die Uniformität der beiden Radsportler in ihren Trikots und der beiden Richter in ihren grauen Anzügen und weißen Oberhemden, die Attribute der Fahrradlenker und der Schreibblöcke jeweils vor den Protagonisten und sogar die halb geschlossenen Augen von Bartoli und Falcone. Auf beiden Fotos zieht ein unerwartetes Ereignis die Aufmerksamkeit der Betrachter auf sich, hier der Flaschentausch und dort das geflüsterte Gespräch.

## Nachwirkung

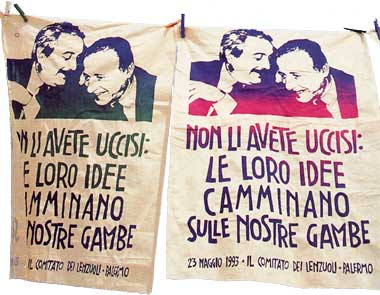
Falcone e Borsellino auf Transparenten: „Ihr habt sie nicht ermordet, ihre Ideen gehen auf unseren Beinen (weiter).“

Falcone e Borsellino ist bei zahllosen Gelegenheiten von staatlicher Stellen wie von Vertretern der Zivilgesellschaft kopiert, für den Kampf gegen die Mafia oder andere Zwecke angeeignet, parodiert und für satirische Zwecke verfremdet worden. Einige dieser abgeleiteten Darstellungen haben selbst große Popularität gewonnen.

### Protestkultur
Zum Jahrestag der Ermordung Falcones veröffentlichte die in Palermo ansässige Anti-Mafia-Organisation Comitato dei Lenzuoli mit ausdrücklicher Erlaubnis Gentiles Plakate und Transparente mit der Reproduktion des Fotos und dem Text Non li avete uccisi: le loro idee camminano sulle nostre gambe (deutsch: Ihr habt sie nicht ermordet, ihre Ideen gehen auf unseren Beinen (weiter)).
Nach dem Tod des ehemaligen italienischen Ministerpräsidenten Giulio Andreotti im Mai 2013 ordnete Giovanni Malagò, der Präsident des Comitato Olimpico Nazionale Italiano, Schweigeminuten vor allen Fußballspielen der italienischen Serie A an. Die Andreotti nachgesagten jahrzehntelangen Kontakte zur sizilianischen Mafia und anderen kriminellen Organisationen waren der Anlass, die Schweigeminuten in zahlreichen Stadien durch demonstratives Wispern und laute Zwischenrufe zu stören. In Turin hielten zahlreiche Zuschauer während der Schweigeminute für Andreotti Kopien des Fotos Falcone e Borsellino in die Höhe, um gegen die Ehrung zu protestieren.
Immer wieder nutzten Karikaturisten das Foto als Vorlage, meist zur Kritik an der fortdauernden Verstrickung von Politik und organisierter Kriminalität und an der Unfähigkeit staatlicher Organe, Falcones und Borsellinos Kampf gegen die Mafia fortzuführen.

### Staatliches Gedenken

Gedenkplakette auf Falcone und Borsellino, von 2002 bis 2011 am Flughafen Palermo-Punta Raisi

Das Foto Falcone e Borsellino wurde bald auch von staatlicher Seite zum Gedenken der beiden Richter genutzt. Zum zehnten Jahrestag der Morde wurde am 11. Juni 2002 an der Außenwand der Ankunftshalle des Flughafens Palermo-Punta Raisi, der den Beinamen „Falcone e Borsellino“ erhalten hatte, eine große Bronzeplakette des Bildhauers und Medailleurs Tommaso Geraci enthüllt. Die Darstellung war eine Wiedergabe des Fotos mit der Umschrift GIOVANNI FALCONE - PAOLO BORSELLINO - GLI ALTRI / ORGOGLIO DELLA NUOVA SICILIA (deutsch: Giovanni Falcone - Paolo Borsellino - die Anderen / Stolz des neuen Sizilien). Die Plakette befand sich vor dem Hintergrund einer groben Darstellung Siziliens aus Sandsteintafeln in unterschiedlichen Farben, Größen und Formen. Das Objekt befand sich nicht einmal zehn Jahre lang an seinem Platz. Am 23. Juni 2011 wurde es, angeblich im Rahmen von Bauarbeiten, abgenommen und in der Polizeistation von Cefalù, dem Wohnort des Medailleurs angebracht. Vorangegangen war eine öffentliche Kontroverse um die Umbenennung des Flughafens, die von dem rechtspopulistischen sizilianischen Politiker Gianfranco Miccichè getragen wurde. Miccichè kritisierte, dass die am Flughafen ankommenden Touristen das negative Stereotyp Siziliens als dem Land der Mafia bestätigt fänden.
Am 23. Mai 2002 gab die italienische Post zum 10. Jahrestag der Morde an Falcone und Borsellino eine von Tiziana Trinca entworfene und vom Istituto Poligrafico e Zecca dello Stato (IPZS) gedruckte Briefmarke heraus, die einen Bildausschnitt des Fotos wiedergibt. Außer den Namen, Geburts- und Sterbejahren der beiden Richter sind keine Erläuterungen zur Arbeit der Richter, der Umstände ihres Todes oder Hinweise auf die Mafia aufgedruckt. Diese zurückhaltende Gestaltung ist allerdings für italienische Gedenkmarken jener Zeit typisch, eine Briefmarke zum 20. Jahrestag der Ermordung des Polizeigenerals Carlo Alberto Dalla Chiesa erschien wenige Monate später, ebenfalls von Tiziana Trinca entworfen und ohne jeden Hinweis auf die Mafia.
Zum 20. Jahrestag der Gründung der Direzione Investigativa Antimafia erschien am 21. September 2012 eine weitere Briefmarke, die das Fotomotiv Gentiles aufgriff. Der Entwurf von Maria Carmela Perrini wurde wiederum vom IPZS umgesetzt. Das zentrale Bildmotiv ist das Logo der Direzione Investigativa Antimafia. Darüber befinden sich die in ihrer ursprünglichen Haltung auf größeren Abstand montierten Porträts der beiden Richter und dazwischen das Porträt des im September 1990 in Agrigent ermordeten Richters Rosario Livatino. Zum Zeitpunkt der Briefmarkenausgabe fand das Verfahren zur Seligsprechung Livatinos statt.

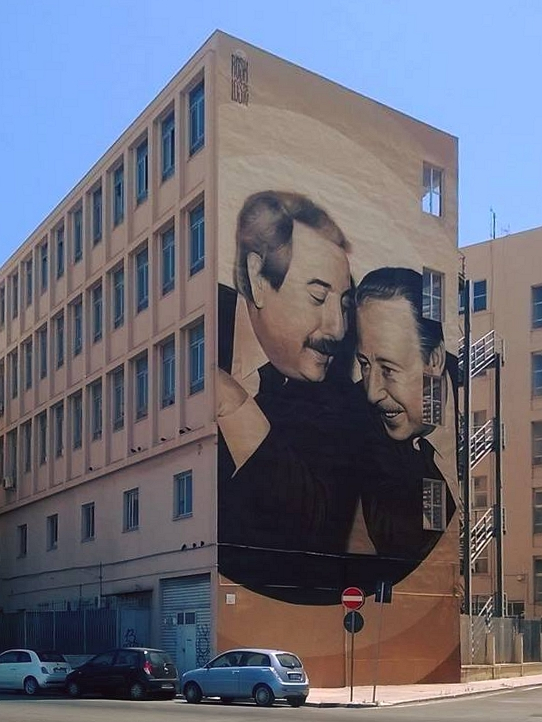
Falcone e Borsellino, Wandbild in Palermo, Juli 2017

Am 19. Juli 2017, zum 25. Jahrestag des Bombenanschlags auf Paolo Borsellino und seine Eskorte, wurde auf der zur Cala gerichteten Wand des Istituto Nautico Gioeni–Trabia in Palermo von den sizilianischen Straßenkünstlern Rosk und Llose ein Wandbild mit dem Titel Falcone e Borsellino angebracht. Es nimmt fast die gesamte Hauswand ein und reproduziert einen Ausschnitt des Fotos.
Vertreter der Zivilgesellschaft kritisierten das staatliche Gedenken, das aus den Porträts der ermordeten Richter Symbole des Kampfes gegen die Mafia macht, ohne dass dieser Kampf eine angemessene Fortsetzung findet. Sie bezeichnen die staatlichen Gedenkfeiern als geschmacklose und von den Inhalten befreite Liturgie, die den Bezug zu den rechtschaffenen und ehrenwerten Opfern der Mafia verloren habe.